# 佐川洸介
佐川 洸介（さがわ こうすけ、2000年5月11日 - ）は、埼玉県滑川町出身のプロサッカー選手。Jリーグ・ブラウブリッツ秋田所属。ポジションはフォワード。

## 略歴
セレッソ大阪のアカデミー出身で、2018年シーズンには2種登録選手としてトップチームに登録された。しかしトップチームに昇格することは叶わず、高校卒業後は東京国際大学に進学。
2022年7月、2023年シーズンからの東京ヴェルディ加入内定、および特別指定選手承認が発表された。
2023年より東京ヴェルディに正式加入。3月12日、J2リーグ第4節の徳島ヴォルティス戦で途中出場しプロデビュー。
2024年1月6日、ザスパ群馬への期限付き移籍が発表された。
2024年12月28日、ブラウブリッツ秋田への完全移籍が発表された。

## 所属クラブ
- 江南南サッカー少年団
- クマガヤサッカースポーツクラブ
- 2016年 - 2018年 セレッソ大阪U-18
  - 2018年6月 - 同年12月  セレッソ大阪（2種登録選手）[4]
- 2019年 - 2022年 東京国際大学
  - 2022年7月 - 同年12月  東京ヴェルディ（特別指定選手）[5]
- 2023年 - 2024年  東京ヴェルディ
  - 2024年  ザスパ群馬（期限付き移籍）
- 2025年 -  ブラウブリッツ秋田

## 個人成績
| 国内大会個人成績 | 国内大会個人成績 | 国内大会個人成績 | 国内大会個人成績 | 国内大会個人成績 | 国内大会個人成績 | 国内大会個人成績 | 国内大会個人成績 | 国内大会個人成績 | 国内大会個人成績 | 国内大会個人成績 | 国内大会個人成績 |
| 年度             | クラブ           | 背番号           | リーグ           | リーグ戦         | リーグ戦         | リーグ杯         | リーグ杯         | オープン杯       | オープン杯       | 期間通算         | 期間通算         |
| 年度             | クラブ           | 背番号           | リーグ           | 出場             | 得点             | 出場             | 得点             | 出場             | 得点             | 出場             | 得点             |
| 日本             | 日本             | 日本             | 日本             | リーグ戦         | リーグ戦         | リーグ杯         | リーグ杯         | 天皇杯           | 天皇杯           | 期間通算         | 期間通算         |
| ---------------- | ---------------- | ---------------- | ---------------- | ---------------- | ---------------- | ---------------- | ---------------- | ---------------- | ---------------- | ---------------- | ---------------- |
| 2019             | 東京国際大       | 18               | 他               | -                | -                | -                | -                | 1                | 0                | 1                | 0                |
| 2023             | 東京V            | 30               | J2               | 15               | 1                | -                | -                | 2                | 0                | 17               | 1                |
| 2024             | 群馬             | 40               | J2               | 36               | 3                | 2                | 1                | 1                | 0                | 39               | 4                |
| 2025             | 秋田             | 40               | J2               |                  |                  |                  |                  |                  |                  |                  |                  |
| 通算             | 日本             | 日本             | J2               | 51               | 4                | 2                | 1                | 3                | 0                | 56               | 5                |
| 通算             | 日本             | 日本             | 他               | -                | -                | -                | -                | 1                | 0                | 1                | 0                |
| 総通算           | 総通算           | 総通算           | 総通算           | 51               | 4                | 2                | 1                | 4                | 0                | 57               | 5                |

- 2018年 2種登録選手としての公式戦出場無し
- 2022年 特別指定選手としての公式戦出場無し

出場歴
- Jリーグ初出場 - 2023年3月12日 J2第4節 徳島ヴォルティス戦 (鳴門・大塚スポーツパークポカリスエットスタジアム)
- Jリーグ初得点 - 2023年8月13日 J2第30節 ブラウブリッツ秋田戦 (ソユーススタジアム)

## タイトル

### クラブ
東京国際大学体育会サッカー部
- 関東大学サッカーリーグ戦2部（2021年）